# 2 Pułk Eklererów Gwardii Cesarskiej

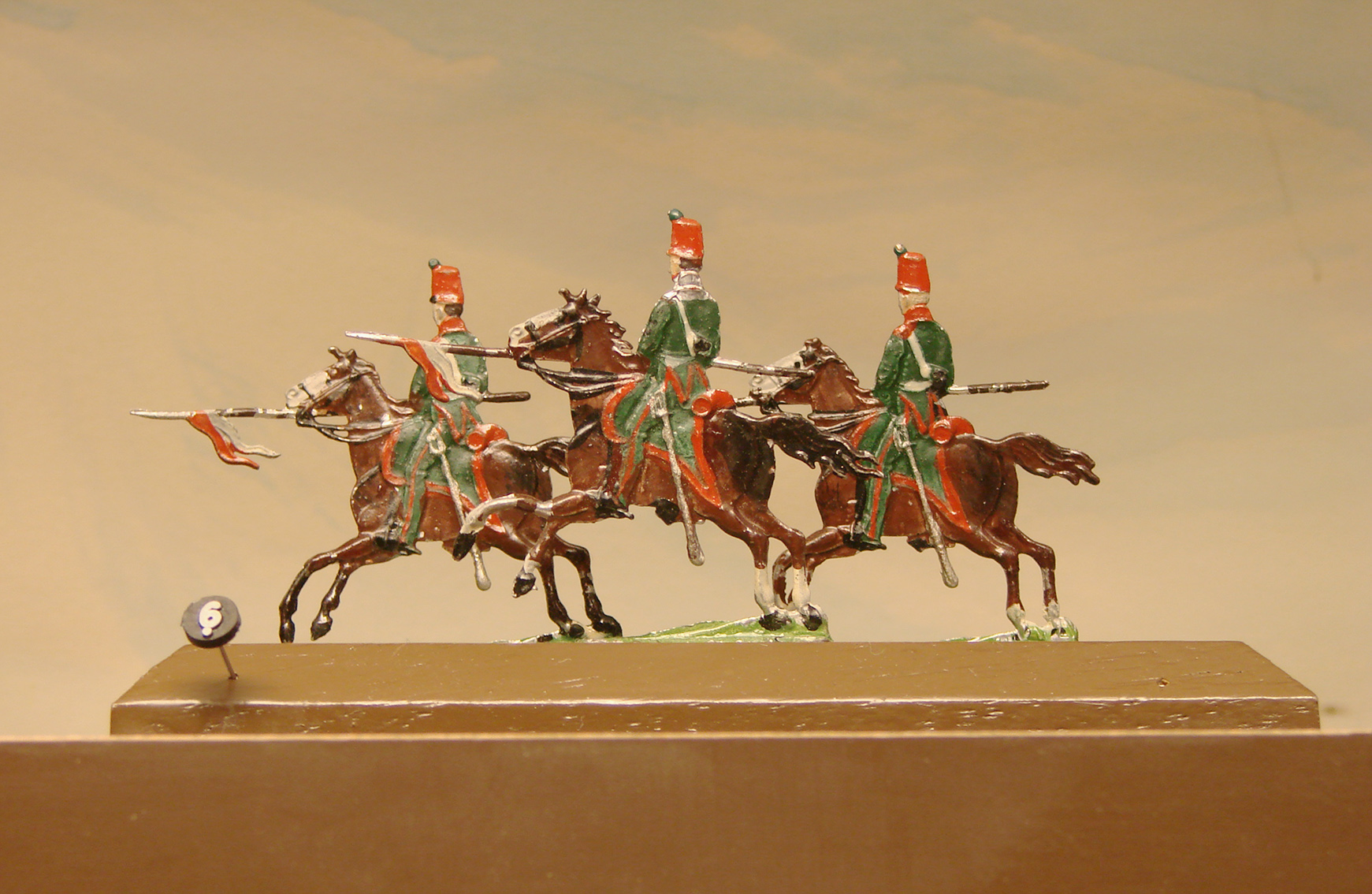
Figury eklererów Gwardii Cesarskiej 1813–1815 w Muzeum Figur Historycznych w Compiègne

2 Pułk Eklererów Gwardii Cesarskiej (fr. 2e régiment des éclaireurs de la Garde impériale) - pułk kawalerii Gwardii Cesarskiej I Cesarstwa Francuskiego.
Sformowany 9 grudnia 1813 w czasie działań zbrojnych tzw. VI koalicji antyfrancuskiej.

## Działania zbrojne
- 29 stycznia 1814: bitwa pod Brienne
- 1 lutego 1814: bitwa pod La Rothière
- 10 lutego 1814: bitwa pod Champaubert
- 11 lutego 1814: bitwa pod Montmirail
- 14 lutego 1814: bitwa pod Vauchamps
- 18 lutego 1814: bitwa pod Montereau
- 13 marca 1814: bitwa pod Reims
- 20-21 marca 1814: bitwa pod Arcis-sur-Aube
- 26 marca 1814: bitwa pod Saint-Dizier